# Pierre Baugniet
Pierre Baugniet (ur. 23 lipca 1925 w Antwerpii, zm. 20 grudnia 1981 w Monako) – belgijski łyżwiarz figurowy, startujący w parach sportowych z Micheline Lannoy. Mistrz olimpijski z St. Mortiz (1948), dwukrotny mistrz świata (1947, 1948), mistrz Europy (1947) oraz 4-krotny mistrz Belgii (1944–1947).
W 1948 roku Lannoy i Baugniet zostali zdobywcami pierwszego złotego medalu Zimowych Igrzysk Olimpijskich dla Belgii.

## Osiągnięcia
Z Micheline Lannoy
| Zawody               | 1944           | 1945           | 1946           | 1947           | 1948           |                |                |                |                |                |                |                |                |                |                |                |                |
| Międzynarodowe       | Międzynarodowe | Międzynarodowe | Międzynarodowe | Międzynarodowe | Międzynarodowe | Międzynarodowe | Międzynarodowe | Międzynarodowe | Międzynarodowe | Międzynarodowe | Międzynarodowe | Międzynarodowe | Międzynarodowe | Międzynarodowe | Międzynarodowe | Międzynarodowe | Międzynarodowe |
| -------------------- | -------------- | -------------- | -------------- | -------------- | -------------- | -------------- | -------------- | -------------- | -------------- | -------------- | -------------- | -------------- | -------------- | -------------- | -------------- | -------------- | -------------- |
| Igrzyska olimpijskie |                |                |                |                | 1              |                |                |                |                |                |                |                |                |                |                |                |                |
| Mistrzostwa świata   |                |                |                | 1              | 1              |                |                |                |                |                |                |                |                |                |                |                |                |
| Mistrzostwa Europy   |                |                |                | 1              |                |                |                |                |                |                |                |                |                |                |                |                |                |
| Krajowe              |                |                |                |                |                |                |                |                |                |                |                |                |                |                |                |                |                |
| Mistrzostwa Belgii   | 1              | 1              | 1              | 1              |                |                |                |                |                |                |                |                |                |                |                |                |                |